# Juan Carlos Lorenzo
Juan Carlos Lorenzo Pereira (Buenos Aires, 1922. október 20. – Buenos Aires, 2001. november 14.) argentin labdarúgóedző, korábbi labdarúgó.
Az 1962-es és az 1966-os világbajnokságon szövetségi kapitányként irányította az argentin válogatott.

## Sikerei, díjai

### Edzőként
AS Roma
- Olasz kupa (1): 1963–64

Mallorca
- Spanyol harmadosztály (1): 1958–59
- Spanyol másodosztály (1): 1959–60

San Lorenzo
- Argentin bajnok (2): 1972 Nacional, 1972  Metropolitano

Boca Juniors
- Argentin bajnok (2): 1976 Nacional, 1976  Metropolitano
- Copa Libertadores (2): 1977, 1978
- Interkontinentális kupa (1): 1977